# سیارک ۲۰۳۳۳
سیارک ۲۰۳۳۳ (به انگلیسی: 20333 Johannhuth، نامگذاری:1998HH51) بیست هزار و سیصد و سی و سومین سیارک کشف شده‌است که در ۲۵ آوریل ۱۹۹۸ کشف شد.
قدر مطلق سیارک برابر ۱۴.۸ است.